# Grekisk-katolska kyrkan i Kroatien och Serbien
Grekisk-katolska kyrkan i Kroatien och Serbien (kroatiska: Grkokatolička crkva u Hrvatskoj i Srbiji, serbiska: Гркокатоличка црква у Хрватској и Србији/Grkokatolička crkva u Hrvatskoj i Srbiji; kyrkslaviska: Греко-католическаѧ цр҃ковь въ Хорватїи и҆ Се́рбїи), också kallad Bysantinska katolska kyrkan i Kroatien och Serbien, är en östlig katolsk kristen kyrka som står i full gemenskap med den Romersk-katolska kyrkan.

## Stift
Den Grekisk-katolska kyrkan i Kroatien och Serbien består av stiftet Križevci, som finns i Kroatien, Bosnien och Hercegovina och Slovenien och Ruski Krstur som finns i Serbien.
Križevcis stift leddes av biskop Nikola Kekić fram till hans pensionering i mars 2019, och sedan dess styrs det av biskop Milan Stipić. Ruski Krsturs stift leds av biskop Đura Džudžar sedan hans utnämning 2003 (fram till 2018 som apostolisk exark).

## Historik
Den Grekisk-katolska kyrkan i Kroatien har funnits sedan 1500-talet och har haft sitt säte i Križevci sedan 1777.
Fram tills 2001 hade siftet Križevci full jurisdiktion över alla östkatoliker av den bysantinska riten över hela före detta SFR Jugoslaviens territorium och dess efterföljande stater: Kroatien, Slovenien, Bosnien och Hercegovina, Serbien, Montenegro och Nordmakedonien. 
Samma år bildades ett separat grekisk-katolskt apostoliskt exarkat för grekiska katoliker i Nordmakedonien.
2003 skapades det ett nytt apostoliskt exarkat för grekiska katoliker i Serbien och Montenegro, det apostoliska exarkatet i Serbien och Montenegro. Dess första exark Đura Džudžar utsågs 2003.
Efter detta begränsades Križevcis sift jurisdiktion i Kroatien, Slovenien och Bosnien och Hercegovina.

## Liturgi
Grekisk-katolska kyrkan i Kroatien och Serbien använder tillsammans med andra slavisktalande Östkatolska samt Östortodoxa kyrkor det traditionella språket kyrkslaviska under sina gudstjänster och liturgier.
Kyrkslaviskan kommer från från den äldre fornkyrkoslaviskan, som skapades av missionärerna Sankt Methodios och Sankt Kyrillos under 800-talet.

## Anhängare
Križevcis stift rapporterade 2010 att totalt 21 509 personer tillhörde kyrkan (i Kroatien, Slovenien och Bosnien och Hercegovina). Det apostoliska exarkatet för Serbien och Montenegro rapporterade 22 369 medlemmar (totalt 43 878).

## Bilder

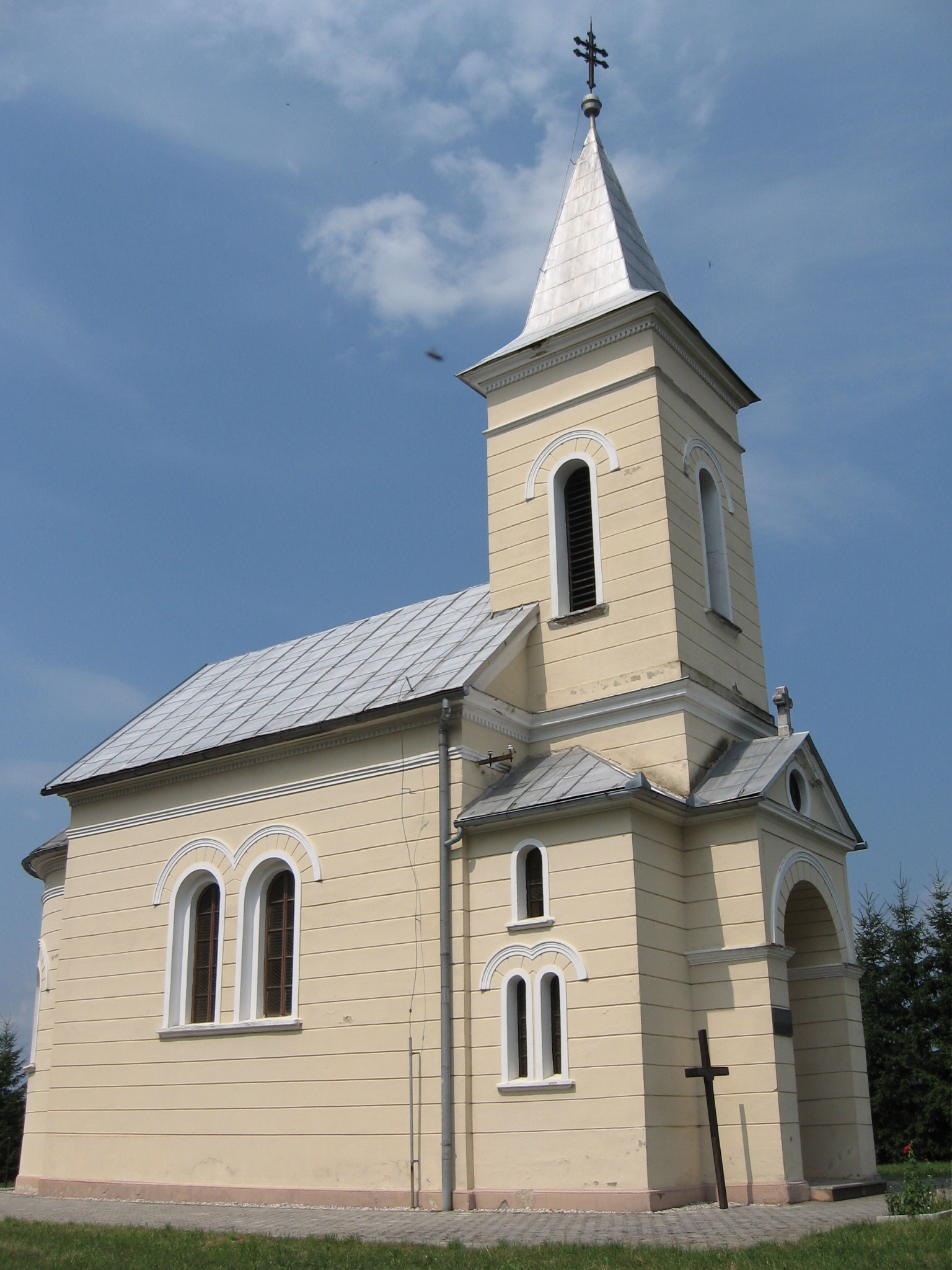
Sankt Kyrillos och Methodios kyrka i Metlika
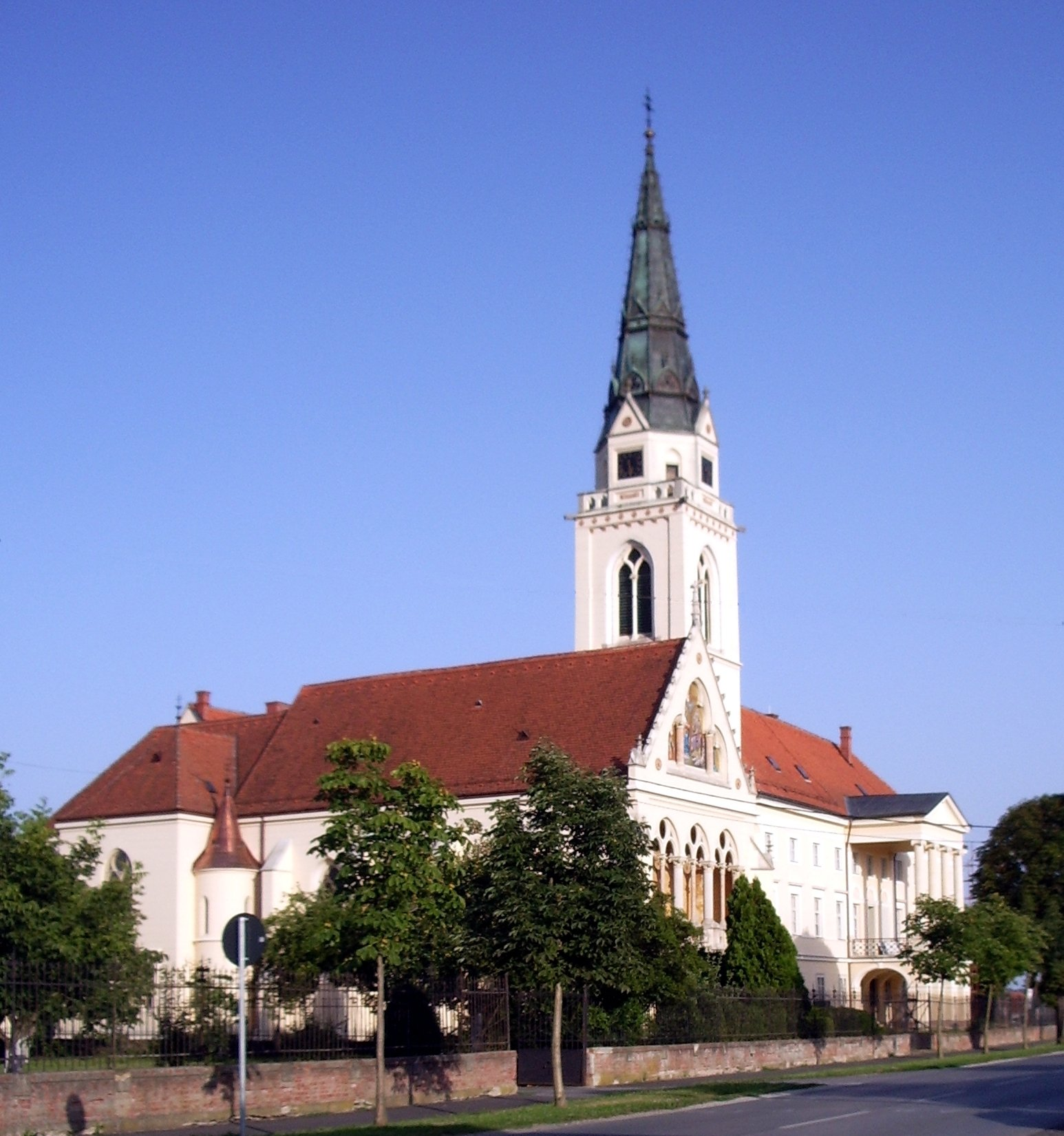
Heliga Treenighetskatedralen i Križevci
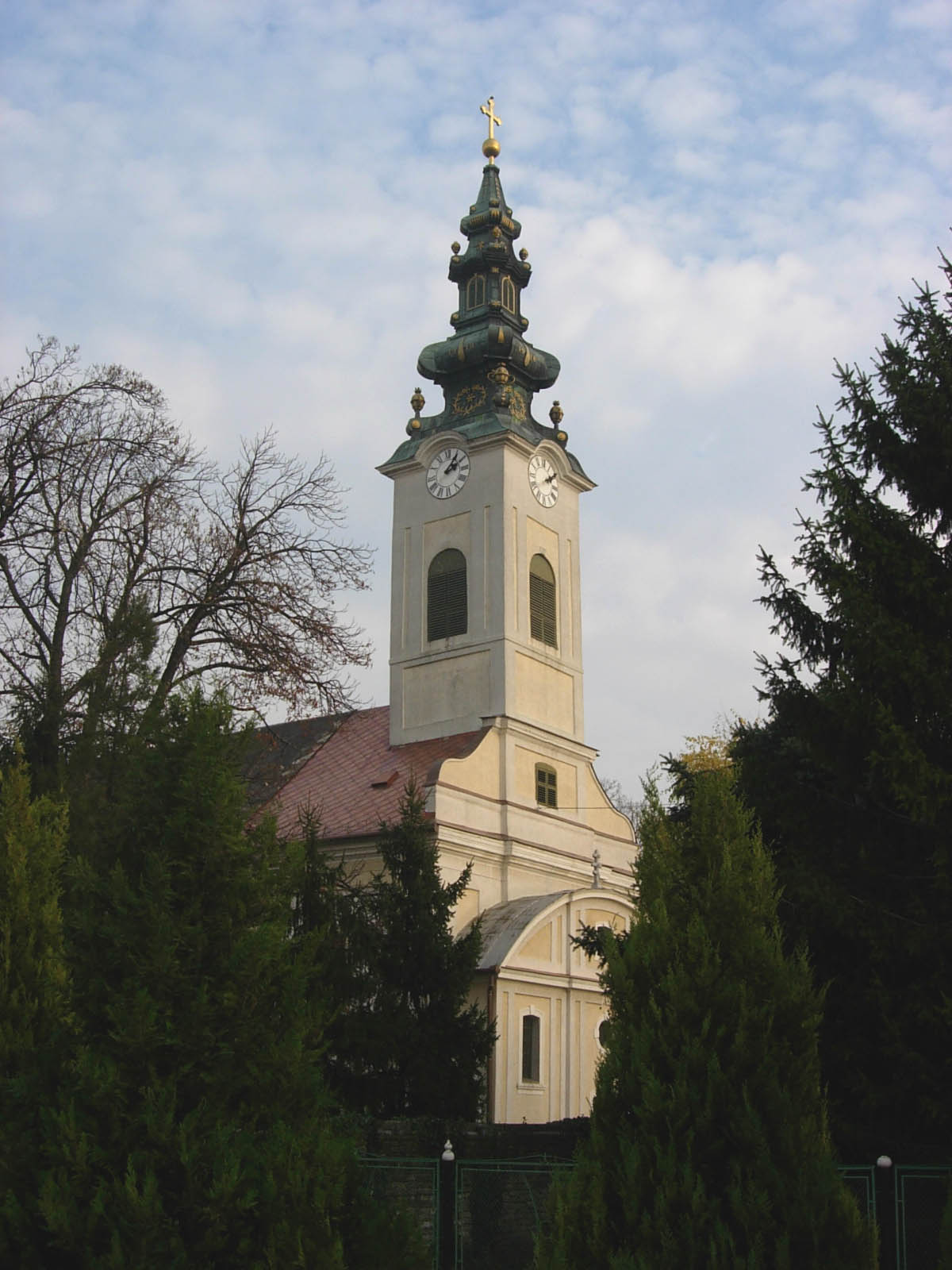
Uniate-kyrkan i Ruski Krstur
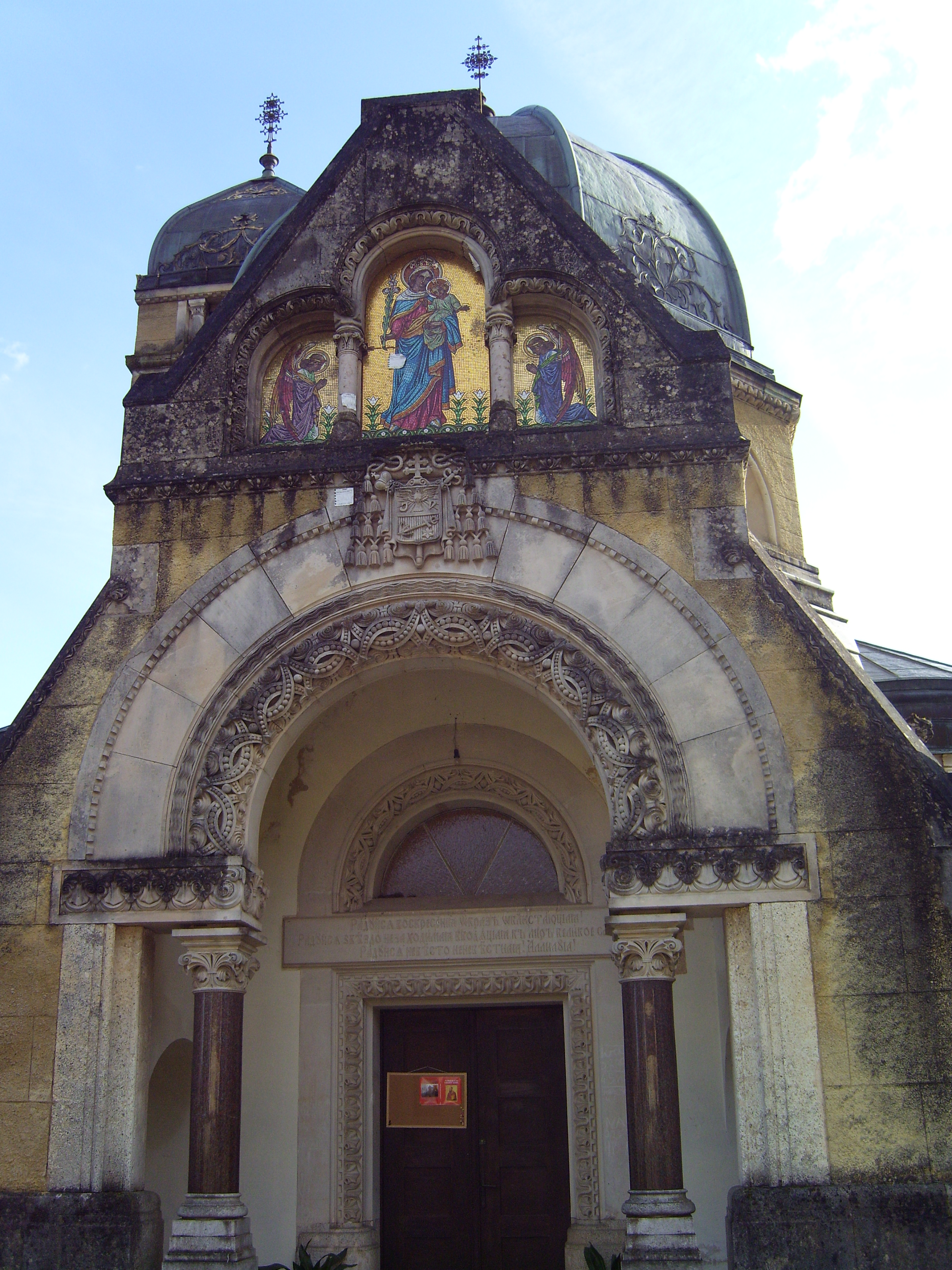
Kyrka i Krašić
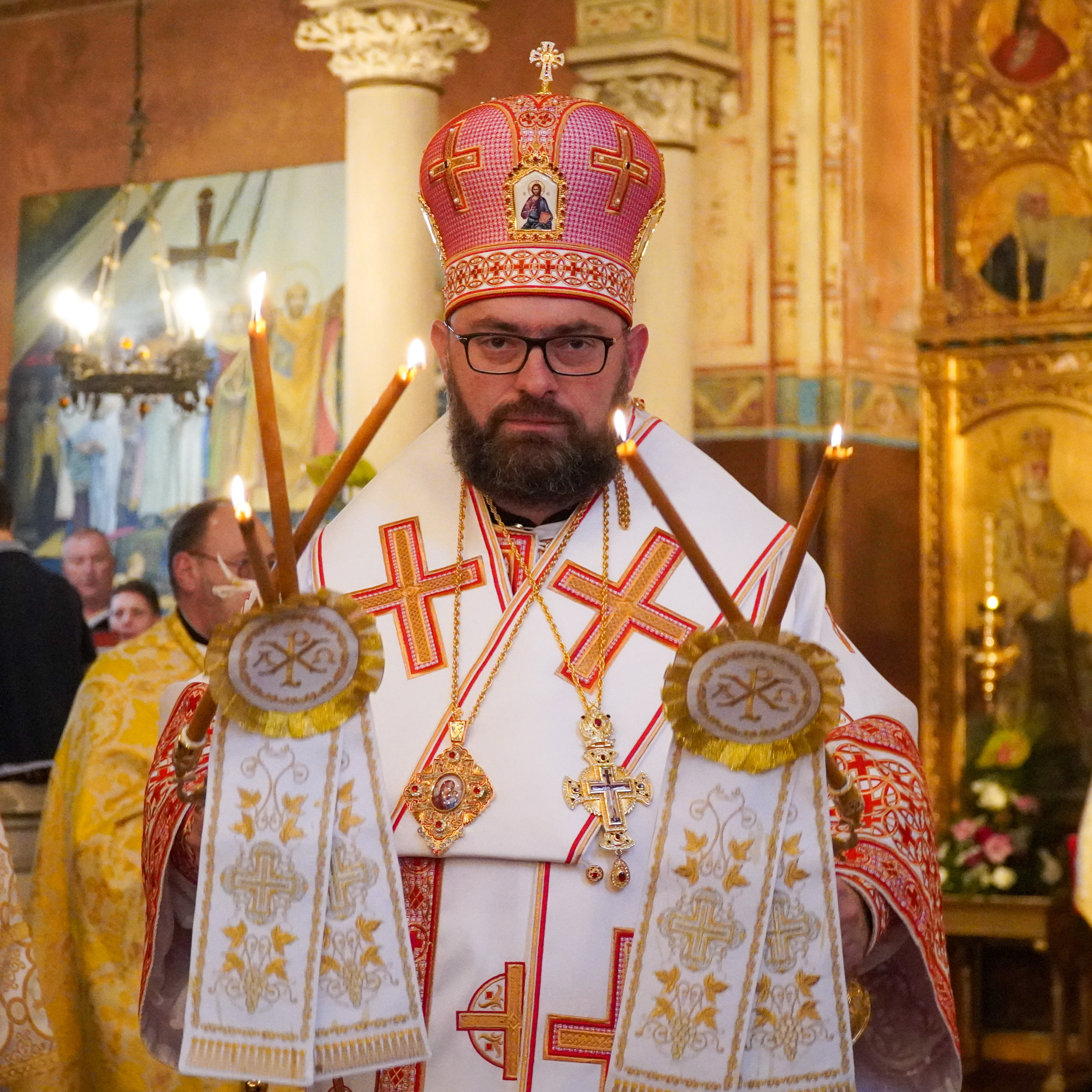
Biskop Milan Stipić